# Allomicythus
Allomicythus kamurai es una especie de araña araneomorfa de la familia Gnaphosidae. Es la única especie del género monotípico Allomicythus.  

## Distribución
Es originaria de Vietnam.